# William Julius Eggeling
William Edgar Evans (1909 - 1994 ) fue un botánico, y micólogo escocés Fue una figura dominante en el Departamento Forestal de Uganda entre los años 1930 a 1940, y jugó un papel importante en la conservación de la naturaleza en Escocia durante los 1950 y 1960. Identificó y clasificó cuatro nuevas especies, las que publicaba habitualmente en: Notes Roy. Bot. Gard. Edinburgh; Kew Bull.; Trans. & Proc. Bot. Soc. Edin.; J. Linn. Soc., Bot.

## Biografía
Era hijo de un médico en Upper Largo. Con siete años y matriculado en la Escuela Parroquial natal, pasó 18 meses en cama con tuberculosis de la cadera. A pesar de este contratiempo inicial, estudió con una distinguida carrera. Después de la Escuela Preparatoria de Santa María en Melrose, donde fue vicecapitán, y Dux y Víctor Ludorum, completó sus estudios en Giggleswick en Yorkshire. En la Universidad de Edimburgo obtuvo una licenciatura en Silvicultura, siendo galardonado con la Medalla de más joven en Práctica Forestal, y tres medallas de clase para el sector forestal indio y colonial, y de micología forestal. En 1930-31 asistió al Curso de Postgrado del Servicio colonial en Silvicultura en la Universidad de Oxford.
En vez de ir a la India, se unió al Departamento Forestal de Uganda en 1931, convirtiéndose en Conservador Adjunto. En esos días, arregló el drenaje de un gran pantano con papiros, cerca de Kampala, y estableció plantaciones de eucalipto para su uso como combustible. Consideró esto como una oportunidad para estudiar la vegetación de pantano y publicó la primera de muchas obras, "The Vegetation of Namanve Swamp, Uganda (La Vegetación del Pantano Namanve, Uganda") en la Revista de Ecología en 1935.
En esos momentos, Uganda disfrutaba de 40 años de gobierno estable con una economía basada en gran parte en café y algodón. Los bosques eran considerados simplemente como otro recurso para explotar. Eggeling fue una figura destacada en el estudio de los bosques naturales de Uganda, y su plan de manejo para el Bosque Budongo en Bunyoro fue visto como un hito en la silvicultura tropical. Reunió su experiencia acumulada en una edición revisada de "Forestry in Uganda (Silvicultura en Uganda"), el manual para los alumnos de la Escuela Forestal de Uganda - este fue uno de los libros de texto pioneras en el sector forestal africano.
En 1939 Eggeling había recogido 3.800 muestras para el Real Jardín Botánico de Kew y Al Museo Británico de Historia Natural. La publicación de su libro "The Indigenous Trees of Uganda (Los árboles indígenas en Uganda) en 1940 le llevó a ser galardonado con un doctorado por la Universidad de Edimburgo. Suministró un gran número de ejemplares de serpientes a Charles Pitman, autor de "The Snakes of Uganda (Las Serpientes de Uganda").

## Particular
Se casó con Jessie Elizabeth Tothill en 1939, la hija del doctor John Douglas Tothill (1988-69), CMG, Director de Agricultura en Sudán, y en Uganda. Jessie acompañó a su marido en la mayoría de sus viajes en África, y, posteriormente, en el Reino Unido, crio una familia de dos hijos y tres hijas.

## Otras publicaciones
- The Vegetation of Namanve Swamp, Uganda (1935)
- Fifteen Uganda timbers (1939)
- The Indigenous Trees of Uganda (1940)
- An annotated list of the grasses of the Uganda Protectorate (1942)
- Elementary forestry: A first textbook for forest rangers (1949)
- The Indigenous Trees of the Uganda Protectorate (1951)
- Forestry in Tanganyika, 1946-50 (1951)
- The Isle of May (1960)
- Checklist of plants on Rùm
- When I was Younger: A Forest Officer's Memories of Uganda in the Thirties (1987)

## Honores
Fue elegido miembro de la Sociedad linneana de Londres.
- La abreviatura «Eggeling» se emplea para indicar a William Julius Eggeling como autoridad en la descripción y clasificación científica de los vegetales.[3]